# Championnat d'Afrique masculin de volley-ball
Le Championnat d'Afrique masculin de volley-ball est la plus haute compétition masculine de volley-ball en Afrique.
Avec 11 titres remportés, la Tunisie est la nation la plus titrée.

## Tableau des médailles
| Rang  | Nation                | Or | Argent | Bronze | Total |
| ----- | --------------------- | -- | ------ | ------ | ----- |
| 1     | Tunisie               | 11 | 7      | 2      | 20    |
| 2     | Égypte                | 9  | 6      | 3      | 18    |
| 3     | Cameroun              | 2  | 5      | 5      | 12    |
| 4     | Algérie               | 2  | 4      | 6      | 12    |
| 5     | Libye                 | 0  | 1      | 1      | 2     |
| 6     | Nigeria               | 0  | 1      | 0      | 1     |
| 7     | Maroc                 | 0  | 0      | 3      | 3     |
| 8     | Madagascar            | 0  | 0      | 2      | 2     |
| 9     | Afrique du Sud Guinée | 0  | 0      | 1      | 1     |
| Total | Total                 | 24 | 24     | 24     | 72    |

## Palmarès détaillé
| 1967 Détails | Tunis                 | Tunisie  | 3 – 0 | Algérie  | Guinée         | 3 – 0 | Libye          |
| 1971 Détails | Le Caire              | Tunisie  | 3 – 2 | Égypte   | Madagascar     |       | Cameroun       |
| 1976 Détails | Tunis                 | Égypte   |       | Tunisie  | Maroc          |       | Sénégal        |
| 1979 Détails | Tripoli               | Tunisie  |       | Libye    | Madagascar     |       | Sénégal        |
| 1983 Détails | Le Caire et Port-Saïd | Égypte   | TTR   | Tunisie  | Algérie        | TTR   | Cameroun       |
| 1987 Détails | Tunis                 | Tunisie  | 3 – 0 | Cameroun | Algérie        | 3 – 2 | Égypte         |
| 1989 Détails | Abidjan               | Cameroun | 3 – 2 | Algérie  | Égypte         | 3 – 0 | Côte d'Ivoire  |
| 1991 Détails | Le Caire              | Algérie  | 3 – 2 | Égypte   | Tunisie        | 3 – 0 | Cameroun       |
| 1993 Détails | Alger                 | Algérie  | 3 – 0 | Tunisie  | Égypte         | 3 – 0 | Seychelles     |
| 1995 Détails | Tunis                 | Tunisie  | TTR   | Égypte   | Algérie        | TTR   | Maroc          |
| 1997 Détails | Lagos                 | Tunisie  | 3 – 0 | Cameroun | Algérie        | 3 - 1 | Nigeria        |
| 1999 Détails | Le Caire              | Tunisie  | TTR   | Égypte   | Algérie        | TTR   | Cameroun       |
| 2001 Détails | Port Harcourt         | Cameroun | 3 – 1 | Nigeria  | Afrique du Sud | TTR   | Maurice        |
| 2003 Détails | Le Caire              | Tunisie  | 3 – 0 | Égypte   | Cameroun       | 3 – 0 | Algérie        |
| 2005 Détails | Le Caire              | Égypte   | 3 – 1 | Tunisie  | Cameroun       | 3 – 0 | Maroc          |
| 2007 Détails | Durban                | Égypte   | 3 − 2 | Tunisie  | Cameroun       | 3 − 0 | Afrique du Sud |
| 2009 Détails | Tétouan               | Égypte   | 3 – 0 | Algérie  | Cameroun       | 3 – 1 | Maroc          |
| 2011 Détails | Tanger                | Égypte   | 3 – 1 | Cameroun | Tunisie        | 3 – 1 | Algérie        |
| 2013 Détails | Sousse                | Égypte   | TTR   | Tunisie  | Maroc          | TTR   | Cameroun       |
| 2015 Détails | Caire                 | Égypte   | 3 – 0 | Tunisie  | Maroc          | 3 – 1 | Algérie        |
| 2017 Détails | Caire                 | Tunisie  | 3 – 0 | Égypte   | Cameroun       | 3 – 1 | Algérie        |
| 2019 Détails | Tunis                 | Tunisie  | 3 - 2 | Cameroun | Algérie        | 3 - 1 | Égypte         |
| 2021 Détails | Kigali                | Tunisie  | 3 - 1 | Cameroun | Égypte         | 3 - 1 | Maroc          |
| 2023 Détails | Égypte                | Égypte   | 3 - 1 | Algérie  | Libye          | 3 - 1 | Cameroun       |
| 2025 Détails |                       |          |       |          |                |       |                |